# 一點紅
一點紅（學名：Emilia sonchifolia）， 又名紅背葉、羊蹄草、野木耳菜、花古帽（貴州）、牛奶奶、紅頭草（雲南）、葉下紅、片紅青、紅背果（海南）、紫背草（台灣），是菊科一點紅屬的熱帶開花物種。本種廣泛分布於世界各地的熱帶地區，是亞洲本土的原生植物 (例如中国，印度，東南亞等），並成功歸化於非洲，澳大利亞，美洲和各種海洋島嶼等地。
一點紅是一年生草本植物，具有分支，可高達40公分（15.5英寸）。葉形呈大頭羽狀分裂狀，長達10公分（4英寸），隨著年齡的增長，有時會變得略帶紫色。頭花可呈粉紅色至紫色。
它的莖柔軟直立，覆有細毛。植物生長到20至70公分高，帶有分枝的軸莖。本種的葉柄會變異成翼狀。莖部基端的葉呈圓形或橢圓形，長4至16公分，寬1至8公分。莖部頂端的葉小於莖下端的葉子，並大多是粗齒狀。
花序通常是二分的（dichotomous），約3到6枚有柄的花頭和苞片，苞片呈輪狀排列。甕形頭花由30-60朵小花組成，外部的小花是雌性，內部的小花是兩性的（雄蕊和柱頭都有）。花色多樣，如紫色，猩紅色，紅色，粉色，橙色，白色或淡紫色。它的果實是橢圓形的，紅棕色或灰白色，有長達8毫米的白毛，果實成熟後乾燥不開裂。

## 植物生態
一點紅約在90天內完成其生命週期（包含發芽到凋零的過程）。
種子由瘦果的顏色分成兩種。首先，是花頭小花的外圈，產生紅色和棕色的瘦果。其次是內部灰白色的雌雄同體小花。大多數種子適合在27°C發芽，但從外部小花發育的種子會在深色的樹蔭下發芽。植物只會從地表附近的種子中發芽，然而，約4％的種子可以在深埋4公分時發芽。一項研究表明，當種植在土壤下0.5公分處時，29％的種子會發芽，而埋在1公分處時，只有3％的種子發芽。種子帶有一簇毛，是利用風作為傳播媒介。

## 影響
一點紅通常被認為雜草作物。在大多數地區，皆不認定其有害的。然而，在一些棉花產區，它被視為最有問題的雜草。它對特定作物有一定的影響，如萵苣重量減少70％和芥末白菜減少30％，番茄果實減產18％。與一點紅相關的病原體也會對某些作物產生影響。種子是野油菜黃單胞菌（英語：Xanthomonas campestris）的宿主，引起巴西和古巴的豆類細菌感染。

## 棲息地
一點紅可以從海平面到1000米的任何地方生長。它從熱帶地區到草原，廢棄區域，路邊和部分陰影區，原野、路旁、 園圃、荒地及田邊都可見著。它耐受酸性物質。

## 分布
本種廣泛分布於世界各地的熱帶地區，如亞洲、中国、印度、東南亞、非洲、澳大利亞、美洲，和太平洋諸島都有它的存在。

## 醫學用途
一點紅在在印度和中國是中藥的一種。它也被當作是印度喀拉拉邦（Kerala）的十大聖花之一，統稱為Dasapushpam。在越南，它已被傳統醫學用於治療發燒、喉嚨痛、痢疾、腹瀉、濕疹等，並作為被蛇咬傷的解毒劑。無論是生的或熟的葉子和嫩枝皆可使用。而葉子必須在植物開花之前採收。一點紅的幼葉在爪哇島和波多黎各則被當作食物食用。

## 控制方法
一點紅被歸類為在許多農作物田間生長的雜草，但它可以通過使用某些化學藥劑來控制。例如，在水稻中，播種後在土壤中加入丙草胺（普拉草）和二甲基甲酰胺的混合物以及哌草磷與除草靈或樂滅草的混合物，控制一點紅在8-12週內的生長狀況。在大豆田中，使用苯達松（bentazone，一種觸殺性除草劑），氟磺胺草醚（fomensafen，一種田苗後除草劑）和sethoxydim的混合物來控制一點紅的生長。此外，草脫淨曾被用於控制甘蔗作物田地中一點紅的生長，但由於對環境的影響，在多數國家或地區已遭限制或禁用。

## 毒性
一點紅含有致瘤性的雙稠吡咯啶生物鹼（pyrrolizidine alkaloids），可能造成肝臟中毒的現象。

## 圖片

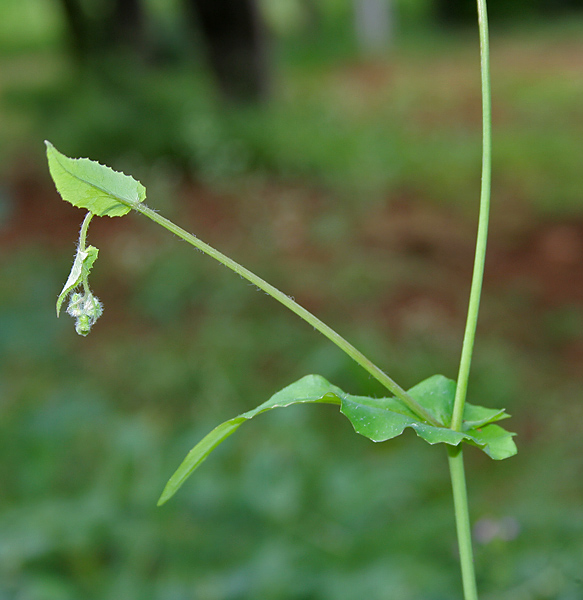
一點紅的葉片，攝於海得拉巴 (印度)
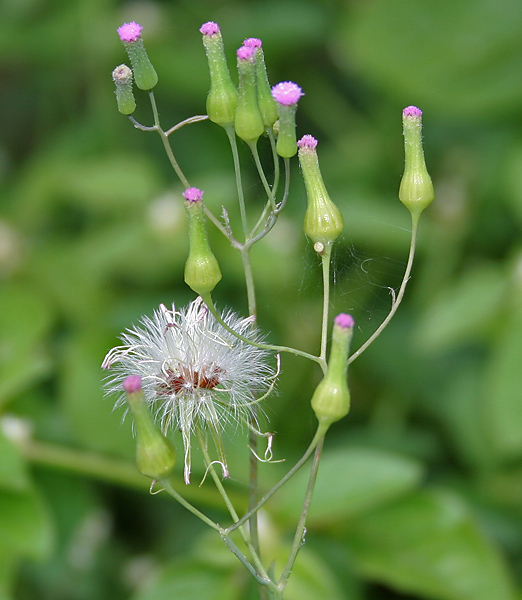
一點紅的花朵，攝於海得拉巴
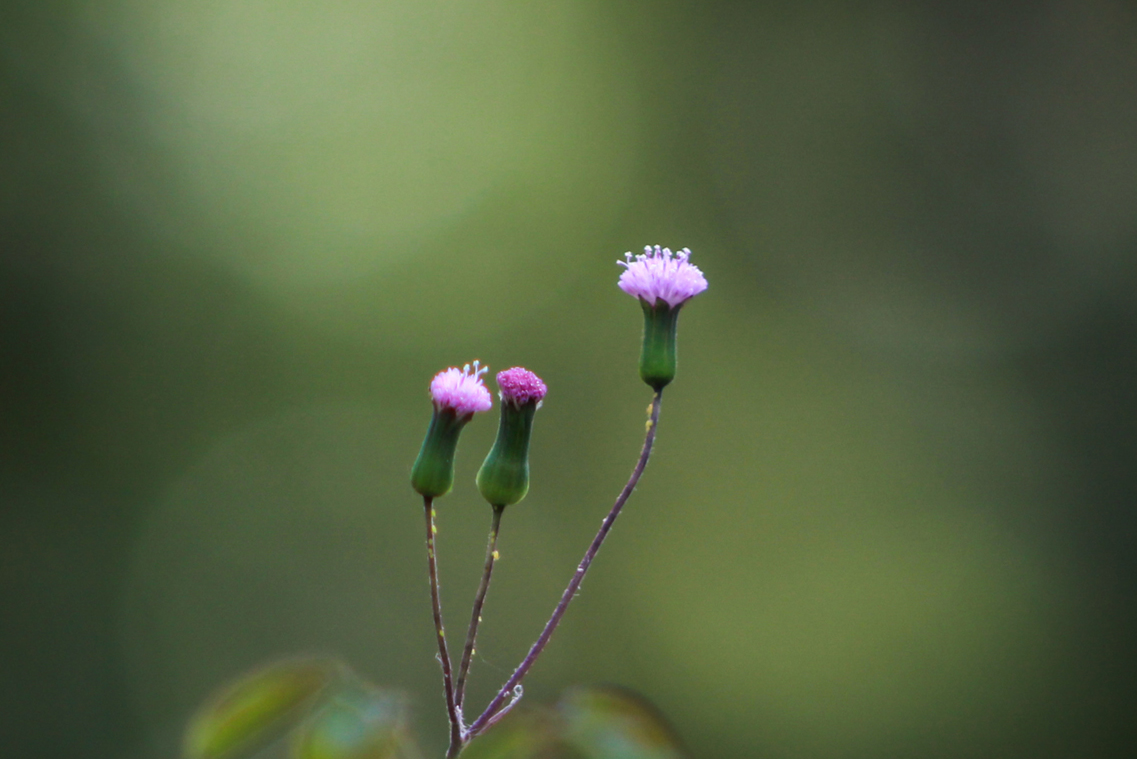
生長於東南亞的個體

## 延伸阅读
[在维基数据编辑]
 《植物名實圖考·紫背草》，出自吳其濬《植物名實圖考》

## 外部連結
- 维基共享资源上的相關多媒體資源：一點紅
- 維基物種上的相關：一點紅